# Division 1 2000-2001
La Division 1 2000-2001 è stata la 63ª edizione della massima serie del campionato francese di calcio, disputata tra il 28 luglio 2000 e il 19 maggio 2001 e concluso con la vittoria del Nantes, al suo ottavo titolo.
Capocannoniere del torneo è stato Sonny Anderson (Olympique Lione) con 22 reti.

## Stagione

### Avvenimenti
L'iniziale predominio del Lens, salito in testa alla classifica grazie a un'imbattibilità di sei gare venne interrotto dal Bastia, che nelle giornate successive lottò contro il Paris Saint-Germain per il comando della graduatoria, con il neopromosso Lilla e il Sedan a inseguire. In particolare, i Sangliers approfittarono di un calo delle concorrenti per portarsi al comando della classifica al quattordicesimo turno, per poi lottare al vertice contro il Bordeaux e il Nantes, concludendo il girone di andata in testa a pari merito con i Canaris.
All'inizio del girone di ritorno il Sedan si defilò dalla lotta per il titolo, sostituito dal Lilla che alla venticinquesima giornata raggiunse il Nantes, nel frattempo rimasto solo al comando. Le due squadre proseguirono appaiate fino a quattro gare dal termine, quando il Lilla venne fermato da un pareggio contro il Bordeaux, dando inizio a un calo di rendimento che gli costò l'accesso alla fase a gironi della Champions League, guadagnato infine dall'Olympique Lione. Nel frattempo il Nantes aveva piazzato l'allungo finale, che gli permise di festeggiare l'ottavo titolo nazionale con un turno di anticipo.
Nella giornata successiva vennero decisi i verdetti in chiave europea: sorpassando il Bordeaux, il Lilla poté riguadagnare la zona Champions League, ottenendo l'accesso al turno preliminare. Contemporaneamente il Sedan sopravanzò il Rennes, rientrando assieme ai girondini nella zona valida per la Coppa UEFA e costringendo i bretoni a disputare l'Intertoto. Anche l'ultima posizione valevole per il torneo preliminare alla terza competizione europea venne decisa all'ultima giornata, con il Paris Saint-Germain che agganciò il Guingamp, risultando avvantaggiato in classifica grazie alla differenza reti.
Completò il lotto delle qualificate alla Coppa UEFA lo Strasburgo, che compensò l'ultimo posto in classifica con la vittoria in coppa nazionale. Assieme agli alsaziani, che cedettero dopo un girone di ritorno disastroso, retrocessero nel finale il Saint-Étienne e il Tolosa, afflitte durante la stagione da problemi di natura economica e disciplinare.

## Squadre partecipanti
| Club                | Stagione | Città                | Stadio                       | Stagione precedente     |
| ------------------- | -------- | -------------------- | ---------------------------- | ----------------------- |
| Auxerre             | dettagli | Auxerre              | Stadio dell'Abbé-Deschamps   | 8º posto in Division 1  |
| Bastia              | dettagli | Bastia               | Stadio Armand Cesari         | 10º posto in Division 1 |
| Bordeaux            | dettagli | Bordeaux             | Parc Lescure                 | 4º posto in Division 1  |
| Guingamp            | dettagli | Guingamp             | Stadio di Roudourou          | 2º posto in Division 2  |
| Lens                | dettagli | Lens                 | Stadio Félix-Bollaert        | 5º posto in Division 1  |
| Lilla               | dettagli | Lilla                | Stadio Lille-Metropole       | 1º posto in Division 2  |
| Metz                | dettagli | Metz                 | Stadio Saint-Symphorien      | 11º posto in Division 1 |
| Monaco              | dettagli | Principato di Monaco | Stadio Louis II              | Campione di Francia     |
| Nantes              | dettagli | Nantes               | Stadio della Beaujoire       | 12º posto in Division 1 |
| Olympique Lione     | dettagli | Lione                | Stadio di Gerland            | 3º posto in Division 1  |
| Olympique Marsiglia | dettagli | Marsiglia            | Stadio Vélodrome             | 15º posto in Division 1 |
| Paris Saint-Germain | dettagli | Parigi               | Parco dei Principi           | 2º posto in Division 1  |
| Rennes              | dettagli | Rennes               | Stade de la Route de Lorient | 13º posto in Division 1 |
| Saint-Étienne       | dettagli | Saint-Étienne        | Stadio Geoffroy-Guichard     | 6º posto in Division 1  |
| Sedan               | dettagli | Sedan                | Stadio Louis Dugauguez       | 7º posto in Division 1  |
| Strasburgo          | dettagli | Strasburgo           | Stadio della Meinau          | 9º posto in Division 1  |
| Tolosa              | dettagli | Tolosa               | Stadium Municipal            | 3º posto in Division 2  |
| Troyes              | dettagli | Troyes               | Stadio dell'Aube             | 14º posto in Division 1 |

## Allenatori e primatisti
| Squadra             | Allenatore                                                                  | Calciatore più presente              | Cannoniere               |
| ------------------- | --------------------------------------------------------------------------- | ------------------------------------ | ------------------------ |
| Auxerre             | Guy Roux e Daniel Rolland                                                   | Fabien Cool (34)                     | Stéphane Guivarc'h (11)  |
| Bastia              | Frédéric Antonetti                                                          | Éric Durand Frédéric Née (33)        | Frédéric Née (16)        |
| Bordeaux            | Élie Baup                                                                   | Ulrich Ramé (34)                     | Pauleta (20)             |
| Guingamp            | Guy Lacombe                                                                 | Éric Loussouarn (34)                 | Bruno Rodriguez (12)     |
| Lens                | Rolland Courbis (1ª-26ª) Didier Sénac (27ª-34ª)                             | Guillaume Warmuz (34)                | El Hadji Diouf (8)       |
| Lilla               | Vahid Halilhodžić                                                           | Johnny Ecker (32)                    | Laurent Peyrelade (7)    |
| Metz                | Joël Muller (1ª-22ª) Albert Cartier (22ª-34ª)                               | Gérald Baticle (34)                  | Gérald Baticle (15)      |
| Monaco              | Claude Puel                                                                 | Ludovic Giuly Marco Simone (30)      | Shabani Nonda (12)       |
| Nantes              | Raynald Denoueix                                                            | Eric Carrière Mickaël Landreau (33)  | Olivier Monterrubio (12) |
| Olympique Lione     | Bernard Lacombe                                                             | Grégory Coupet Philippe Violeau (32) | Sonny Anderson (22)      |
| Olympique Marsiglia | Abel Braga (1ª-16ª) Javier Clemente (17ª-30ª) Tomislav Ivić (31ª-34ª)       | Zoumana Camara (31)                  | Djamel Belmadi (8)       |
| Paris Saint-Germain | Philippe Bergerôo (1ª-19ª) Luis Fernández (20ª-34ª)                         | Laurent Robert (32)                  | Laurent Robert (15)      |
| Rennes              | Paul Le Guen                                                                | Olivier Echouafni (33)               | Cyril Chapuis (10)       |
| Saint-Étienne       | Robert Nouzaret (1ª-10ª) John Toshack (11ª-22ª) Jean-Guy Wallemme (23ª-34ª) | Stéphane Pedron (32)                 | Alex Dias (13)           |
| Sedan               | Alex Dupont                                                                 | Jean-Louis Montero Oliver Quint (34) | Cédric Mionnet (10)      |
| Strasburgo          | Claude Le Roy (1ª-16ª) Yvon Pouliquen (17ª-34ª)                             | Teddy Bertin (34)                    | Péguy Luyindula (7)      |
| Tolosa              | Alain Giresse (1ª-10ª) Robert Nouzaret (11ª-34ª)                            | Víctor Bonilla (34)                  | Víctor Bonilla (15)      |
| Troyes              | Alain Perrin                                                                | David Hamed Tony Heurtebis (34)      | Slađan Đukić (12)        |

## Classifica finale
|  | Pos. | Squadra             | Pt | G  | V  | N  | P  | GF | GS | DR  |
|  | ---- | ------------------- | -- | -- | -- | -- | -- | -- | -- | --- |
|  | 1.   | Nantes              | 68 | 34 | 21 | 5  | 8  | 58 | 36 | +22 |
|  | 2.   | Olympique Lione     | 64 | 34 | 17 | 13 | 4  | 57 | 30 | +27 |
|  | 3.   | Lilla               | 59 | 34 | 16 | 11 | 7  | 43 | 27 | +16 |
|  | 4.   | Bordeaux            | 57 | 34 | 15 | 12 | 7  | 48 | 33 | +15 |
|  | 5.   | Sedan               | 52 | 34 | 14 | 10 | 10 | 47 | 40 | +7  |
|  | 6.   | Rennes              | 50 | 34 | 15 | 5  | 14 | 46 | 37 | +9  |
|  | 7.   | Troyes              | 46 | 34 | 11 | 13 | 10 | 45 | 47 | -2  |
|  | 8.   | Bastia              | 45 | 34 | 13 | 6  | 15 | 45 | 41 | +4  |
|  | 9.   | Paris Saint-Germain | 44 | 34 | 12 | 8  | 14 | 44 | 45 | -1  |
|  | 10.  | Guingamp            | 44 | 34 | 11 | 11 | 12 | 40 | 48 | -8  |
|  | 11.  | Monaco              | 43 | 34 | 12 | 7  | 15 | 53 | 50 | -3  |
|  | 12.  | Metz                | 42 | 34 | 11 | 9  | 14 | 35 | 44 | -9  |
|  | 13.  | Auxerre             | 41 | 34 | 11 | 8  | 15 | 31 | 41 | -10 |
|  | 14.  | Lens                | 40 | 34 | 9  | 13 | 12 | 37 | 39 | -2  |
|  | 15.  | Olympique Marsiglia | 40 | 34 | 11 | 7  | 16 | 31 | 40 | -9  |
|  | 16.  | Tolosa              | 37 | 34 | 9  | 10 | 15 | 42 | 56 | -14 |
|  | 17.  | Saint-Étienne       | 34 | 34 | 8  | 10 | 16 | 34 | 49 | -15 |
|  | 18.  | Strasburgo          | 29 | 34 | 7  | 8  | 19 | 28 | 61 | -33 |

Legenda:
      Campione di Francia e ammessa alla UEFA Champions League 2001-2002.
      Ammessa alla UEFA Champions League 2001-2002.
      Ammesse alla Coppa UEFA 2001-2002.
      Ammesse alla Coppa Intertoto 2001-2002.
      Retrocessa in Division 2 2001-2002 ma qualificata in Coppa UEFA 2001-2002.
      Retrocesse in Division 2 2001-2002.
Note:
Tre punti a vittoria, uno a pareggio, zero a sconfitta.
In caso di arrivo di due o più squadre a pari punti, la graduatoria verrà stilata secondo la classifica avulsa tra le squadre interessate che prevede, in ordine, i seguenti criteri:
- Differenza reti generale.
- Reti realizzate in generale.

### Squadra campione
| Formazione tipo | Giocatori (presenze)     |
| --- | ------------------------ |
| Landreau Fabbri Gillet Armand Laspalles Berson Carrière Ziani Da Rocha Monterrubio Moldovan | Mickaël Landreau (33)    |
| Landreau Fabbri Gillet Armand Laspalles Berson Carrière Ziani Da Rocha Monterrubio Moldovan | Néstor Fabbri (29)       |
| Landreau Fabbri Gillet Armand Laspalles Berson Carrière Ziani Da Rocha Monterrubio Moldovan | Nicolas Gillet (27)      |
| Landreau Fabbri Gillet Armand Laspalles Berson Carrière Ziani Da Rocha Monterrubio Moldovan | Sylvain Armand (23)      |
| Landreau Fabbri Gillet Armand Laspalles Berson Carrière Ziani Da Rocha Monterrubio Moldovan | Nicolas Laspalles (30)   |
| Landreau Fabbri Gillet Armand Laspalles Berson Carrière Ziani Da Rocha Monterrubio Moldovan | Mathieu Berson (28)      |
| Landreau Fabbri Gillet Armand Laspalles Berson Carrière Ziani Da Rocha Monterrubio Moldovan | Frédéric Da Rocha (31)   |
| Landreau Fabbri Gillet Armand Laspalles Berson Carrière Ziani Da Rocha Monterrubio Moldovan | Éric Carrière (33)       |
| Landreau Fabbri Gillet Armand Laspalles Berson Carrière Ziani Da Rocha Monterrubio Moldovan | Viorel Moldovan (23)     |
| Landreau Fabbri Gillet Armand Laspalles Berson Carrière Ziani Da Rocha Monterrubio Moldovan | Stéphane Ziani (31)      |
| Landreau Fabbri Gillet Armand Laspalles Berson Carrière Ziani Da Rocha Monterrubio Moldovan | Olivier Monterrubio (22) |
| Altri giocatori: Salomon Olembé (30), Nicolas Savinaud (25), Mário Silva (20), Hassan Ahamada (16), Alioune Touré (15), Marama Vahirua (15), Pascal Delhommeau (9), Yves Deroff (7), Sébastien Macé (2), Goran Rubil (1), Sébastien Piocelle (1), Pierre Aristouy (1), Wilfried Dalmat (1) Charles Devineau (1), Willy Grondin (1), Medhi Leroy (1) |                          |

## Statistiche

### Squadre

#### Capoliste solitarie
|    | —— | —— | ——   | ——   | ——   | ——     | —— | ——  | ——     | ——  | ——  | ——  | ——    | ——    | ——       | ——       | ——       | ——  | ——       | ——  | ——     | ——     | ——  | ——  | ——  | ——  | ——  | ——  | ——     | ——     | ——     | ——     | ——     | —— |  |
|    |    |    | Lens | Lens | Lens | Bastia |    | PSG | Bastia | PSG | PSG | PSG | Sedan | Sedan | Bordeaux | Bordeaux | Bordeaux |     | Bordeaux |     | Nantes | Nantes |     |     |     |     |     |     | Nantes | Nantes | Nantes | Nantes | Nantes |    |  |
|    |    |    |      |      |      |        |    |     |        |     |     |     |       |       |          |          |          |     |          |     |        |        |     |     |     |     |     |     |        |        |        |        |        |    |  |
|    |    |    |      |      |      |        |    |     |        |     |     |     |       |       |          |          |          |     |          |     |        |        |     |     |     |     |     |     |        |        |        |        |        |    |  |
| 1ª | 2ª | 3ª | 4ª   | 5ª   | 6ª   | 7ª     | 8ª | 9ª  | 10ª    | 11ª | 12ª | 13ª | 14ª   | 15ª   | 16ª      | 17ª      | 18ª      | 19ª | 20ª      | 21ª | 22ª    | 23ª    | 24ª | 25ª | 26ª | 27ª | 28ª | 29ª | 30ª    | 31ª    | 32ª    | 33ª    | 34ª    |    |  |

#### Primati stagionali
Squadre
- Maggior numero di vittorie: Nantes (21)
- Minor numero di sconfitte: Olympique Lione (4)
- Migliore attacco: Nantes (58)
- Miglior difesa: Lilla (27)
- Miglior differenza reti: Olympique Lione (+27)
- Maggior numero di pareggi: Troyes e Lens (13)
- Minor numero di pareggi: Nantes e Rennes (5)
- Maggior numero di sconfitte: Strasburgo (19)
- Minor numero di vittorie: Strasburgo (7)
- Peggior attacco: Strasburgo (28)
- Peggior difesa: Strasburgo (61)
- Peggior differenza reti: Strasburgo (-33)

### Individuali

#### Classifica marcatori
| Gol | Rigori |  | Giocatore           | Squadra             |
| --- | ------ |  | ------------------- | ------------------- |
| 22  | 3      |  | Sonny Anderson      | Olympique Lione     |
| 20  | 1      |  | Pauleta             | Bordeaux            |
| 16  |        |  | Frédéric Née        | Bastia              |
| 15  |        |  | Gérald Baticle      | Metz                |
| 15  | 1      |  | Víctor Bonilla      | Tolosa              |
| 15  |        |  | Laurent Robert      | Paris Saint-Germain |
| 13  |        |  | Alex Dias           | Saint-Étienne       |
| 12  |        |  | Slađan Đukić        | Troyes              |
| 12  |        |  | Steve Marlet        | Olympique Lione     |
| 12  |        |  | Olivier Monterrubio | Nantes              |
| 12  |        |  | Shabani Nonda       | Monaco              |
| 12  | 1      |  | Bruno Rodriguez     | Guingamp            |
| 11  |        |  | Stéphane Guivarc'h  | Auxerre             |
| 11  |        |  | Viorel Moldovan     | Nantes              |